# 藤岡市助
藤岡 市助（ふじおか いちすけ、安政4年3月14日〈1857年4月8日〉 - 大正7年〈1918年〉3月5日）は、日本の工学者・実業家。東京電気株式会社（後の東芝）創業者。日本に電気および電球灯を普及させた功績があり、「日本のエジソン」、「電力の父」と評される。

## 来歴

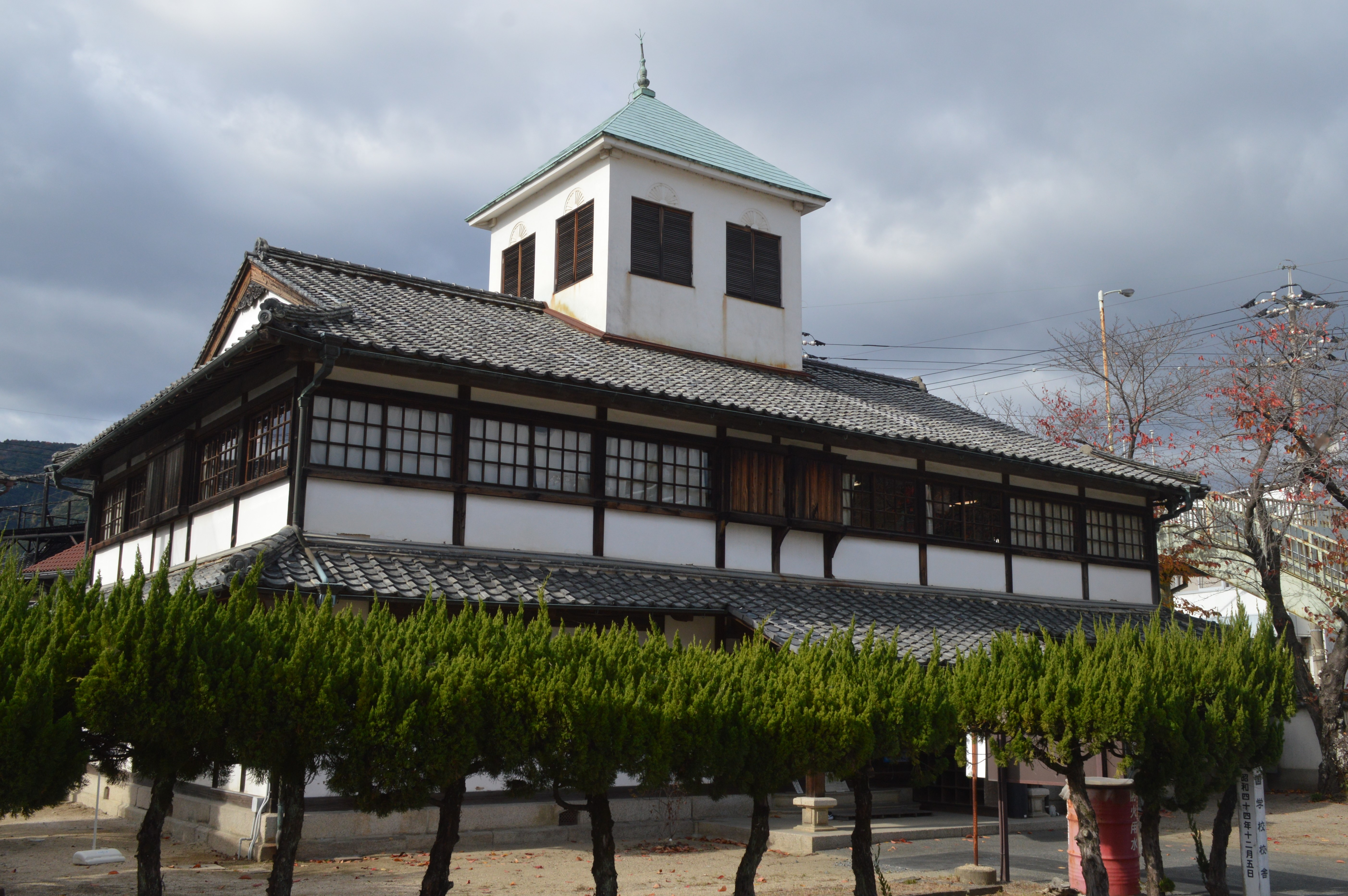
藤岡が学んだ岩国英国語学所

安政4年3月14日（1857年4月8日）、周防国岩国（現在の山口県岩国市）に生まれた。父は岩国藩士の藤岡喜介、母はウメであり、市助は長男だった。慶応元年（1865年）には岩国藩藩校の養老館に入った。
14歳だった1871年（明治4年）には新設された岩国兵学校に入学し、1872年（明治5年）には岩国英国語学所に移った。1873年（明治6年）には英語教師がいなくなったことで、しばらく藤岡が英語の授業を担当したという逸話もある。英国語学所時代の同級生には大屋権平（鉄道技師、工学博士）、田中稲城（図書館学者、帝国図書館長）、山縣修（冶金学者、理学博士）、渡辺安積（英吉利法律学校創設者の一人）などがいる。

### 学生時代

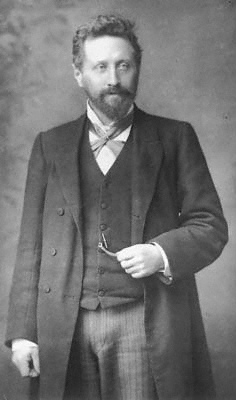
藤岡が師事したエアトン教授

1875年（明治8年）、岩国藩の旧藩主である吉川経健から奨学金を得て、東京の工部寮（後の工部大学校）電信科に入学した。合格者は6名であった。在学中にはウィリアム・エドワード・エアトン教授に学び、学生として1878年（明治11年）3月25日の銀座木挽町での日本初のアーク灯点灯実験に参加した。1928年（昭和3年）には毎年3月25日が電気記念日とされた。

### 教員時代
1880年（明治13年）、電信技術の教科書『電信初歩』を執筆した。1881年（明治14年）には工部大学校を首席で卒業し、工部大学校の助手に就任した。卒業論文は「測定器ガルバノメートルに就いて」。この頃、芝浦製作所（現在の東芝重電部門）創業者の田中久重に会っている。1882年（明治15年）には銀座の大倉本館前で2000個のアーク灯を点灯させ、1883年（明治16年）にはアーク灯用の発電機を設計製作した。
27歳だった1884年（明治17年）には工部大学校教授に就任し、電気工学科を監督する地位に立った。フィラデルフィアで開催された1884年万国電気博覧会を視察し、ニューヨークに立ち寄りトーマス・エジソンに会っている。

### 実業家として

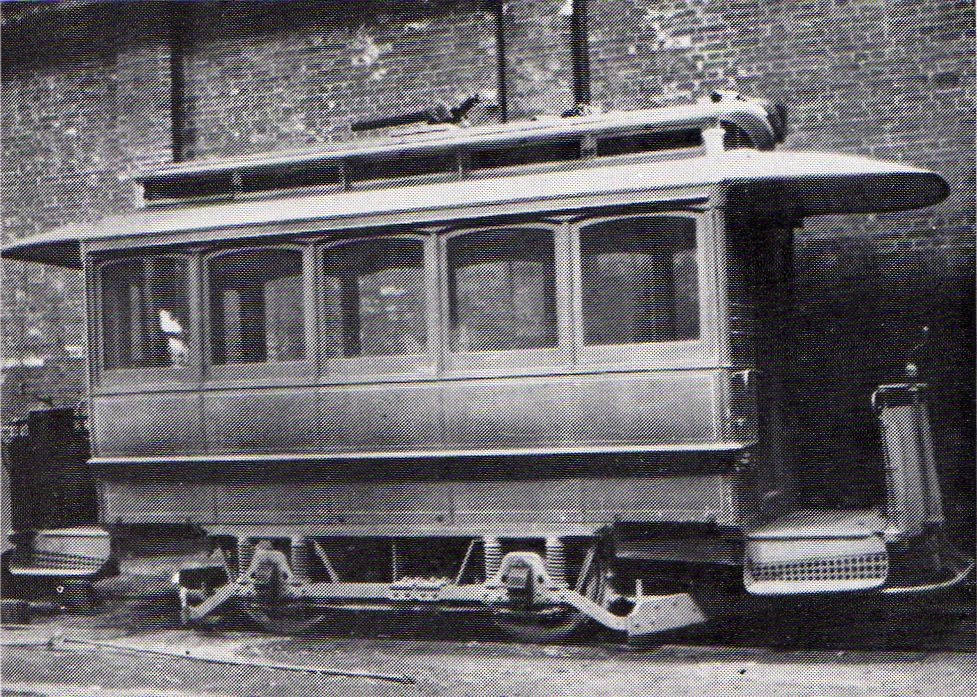
東京電燈スプレーグ式電車

29歳だった1886年（明治19年）には帝国大学工科助教授に就任したが、同年には10か月で助教授を依願退職し、山尾庸三の尽力で東京電燈を設立した。東京電燈の設立には矢島作郎、三野村利助、大倉喜八郎、原六郎、柏村信、蜂須賀茂韶が参加し、設立されようとしていた「日本電灯」も合流している。合流には渋沢栄一が関わっている。同郷の先輩に江木千之がおり、電球製造において藤岡の後援者となっている。
発電機の交流直流論争において、岩垂邦彦が親交の深かったエジソンに逆らってもニコラ・テスラの交流に賛意を示したのに比べ、東京電燈の技師長であった藤岡はエジソンの直流側についた。但し、藤岡の説得で財界シンジケートが組まれて資本投下をされていた為、後戻りできなかった事情も窺える。
1890年（明治23年）、三吉正一と電球製造の白熱舎（後の東京電気株式会社）を創設した。同年に上野公園で開催された第3回内国勧業博覧会では会場にレールを敷設し、日本で初めて運行された電車として知られる東京電燈スプレーグ式電車を走らせた。浅草の凌雲閣にエレベーターを作った。1891年（明治24年）には工学博士を授与された。

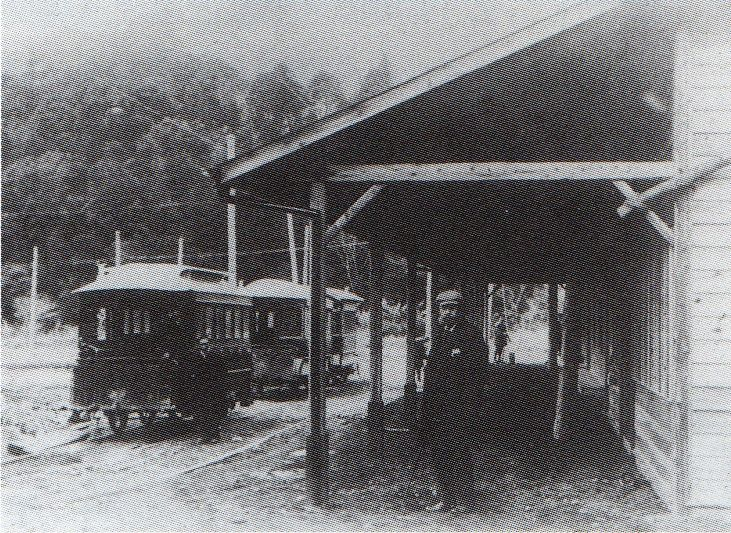
小田原馬車鉄道湯本駅に立つ藤岡市助（1900年）

1907年（明治40年）には故郷に岩国電気軌道株式会社が設立され、藤岡が社長に就任した。1909年（明治42年）2月2日に路面電車として部分開業したが、岩国電気軌道は中国地方初の電車である。
1916年（大正5年）10月、川崎駅近くにあった東京電気堀川町工場に藤岡の銅像が建立された。発起人は日本電気協会の河西璞、東京電球製作所の根岸鉄太郎、電気世界社の三浦覚玄の3人であり、東京電気業組合の沖馬吉と青山禄郎、電気工学者の山川義太郎と浅野応輔、東京電灯の佐竹作太郎と中原岩三郎、東京市電気局の児玉隼槌も建設委員会に加わっていた。1918年（大正7年）3月5日に死去した。墓所は谷中霊園の寛永寺墓地。藤岡家の菩提寺である岩国市の妙覚院にも墓碑が建立されている。
死後の1939年（昭和14年）には東京電気株式会社と芝浦製作所が合併して東芝が発足した。国鉄東海道本線の車内からも東芝堀川町工場の銅像を眺めることができたが、太平洋戦争中に金属供出された。
1980年（昭和55年）10月末、東芝堀川町工場に藤岡の銅像が再建立された。2014年（平成26年）3月25日、岩国市の吉香公園に銅像「藤岡市助博士像」が建立された。
故郷の岩国学校教育資料館には藤岡市助記念コーナーがあり、岩国学校教育資料館は藤岡市助関連の史料約3500点を所蔵している。

## 役職
- 日本電気協会会長
- 東京電気社長
- 岩国電気軌道社長

## 家族
- 次女：米子 - 粟屋謙と結婚[5]
- 孫 : 粟屋潔

## 関連書籍
- マンガふるさとの偉人「日本の電気の父 藤岡市助ものがたり」 発行 山口県岩国市 2024年2月